# Sphaerocera endrodyi
Sphaerocera endrodyi är en tvåvingeart som först beskrevs av Papp 1978.  Sphaerocera endrodyi ingår i släktet Sphaerocera och familjen hoppflugor.
Artens utbredningsområde är Ghana. Inga underarter finns listade i Catalogue of Life.